# Преображенский собор (Винница)
Спасо-Преображенский кафедральный собор (укр. Свято-Преображенський катедральний собор) — главный православный храм в Виннице, с декабря 2018 года кафедральный собор Винницкой и Барской епархии Православной церкви Украины; до того — Винницкой епархии УПЦ. Сооружён в XVIII веке по проекту итальянского архитектора Паоло Фонтана, как доминиканский костёл. С 1839 года — православный собор Винницы.

## История
Первые доминиканские монахи появились в Виннице в 1630 году. Несмотря на препятствия, которые чинили иезуиты, которые прибыли сюда раньше и построили деревянный костёл, доминиканцы город не покинули.
В 1639 году Стефаном Черленковским в Виннице был основан доминиканский монастырь, после того, как монастырь был сожжён татарами в его местечке Черленкове. Староста Одржывальский предоставил монастырю поземельную собственность. Преображенский кафедральный собор был сооружён как костёл доминиканского монастыря. Оборонный, в стиле барокко храм входил в систему укреплений Муров. С вступлением в Винницу казаков Максима Кривоноса доминиканцы бежали в соседний Черленков и только через сто десять лет вернулись в Муры.

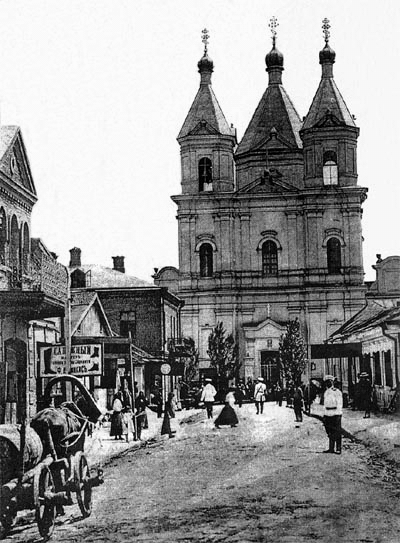
Преображенский собор в начале XX ст.

Михаил Грохольский, брацлавский судья и магнат, восстановил («репаровал») в 1758—1760 годах доминиканский монастырь и его церковь. Крипта костёла стала родовой усыпальницей графов Грохольских.
В 1832 году собор был передан в ведение православного духовенства и освящён как православный храм. Монастырь был упразднён в 1832 году, а церковь его перестроена для православного собора.
В 1835 году царское правительство упразднило доминиканский кляштор, и в 1839 году костёл стал православным собором. Для придания ему черт православного храма на фасадных башнях возвели новые шатровые завершения. Ещё один шатёр устроили над специально устроенным фальшивым барабаном над средокрестием.
В 1847 году собор посетил император Николай I с сыновьями Александром и Николаем. Через год Николай І собственноручно подписал проект реконструкции Преображенского собора, которую из-за недостатка средств начали лишь в 1860 году.
В 1855 году настоятель собора протоиерей Порфирий Вознесенский обратил внимание, что многие прихожане почти не посещают церковь зимой. Причиной был холод, от которого страдали также и священнослужители. Поэтому было принятое решение о постройке тёплой церкви, которую по совету архитектора Кулаковского устроили в нижней части собора, где была крипта (семейный склеп) рода Грохольских. Перед реконструкцией подвала был соблюден ряд формальностей. Каменецкий римо-католический епископ направил в Винницу своего представителя, который вместе с настоятелем 18 мая 1855 года составил акт:
Все целые гробы перенесли в помещение возле входа по правую сторону и замуровали; разрушенные (числом два) опустили в могилу, выкопанную в южной стороне подвала, и засыпали. Всё это сделано без всякой огласки и церемоний.
 После чего помещение побелили, постелили деревянный пол и поставили иконостас. 1 ноября 1855 года нижняя церковь была освящена в честь святых Косьмы и Дамиана в память о предшествующем соборном храме.
В 1864 году в Преображенском соборе был крещён писатель Михаил Коцюбинский. Крестил ребёнка настоятель  Порфирий Вознесенский. В этом же соборе Коцюбинский позже венчался.
8 мая 1916 года Преображенский собор посещал Николай II.
После революции 1917 года все три шатра убрали, а немного позднее снесли и башни. Высота сохранившейся части здания доходит до карниза второго яруса. Однако переделки почти не изменили первоначального плана собора. Храм представляет собой компактный, рационально решённый ансамбль, который состоит из костёла и монастырского корпуса.
Весной 1920 года в соборе побывали Симон Петлюра и Юзеф Пилсудский.
В 1922 году собор был ограблен советской властью. Дважды собор закрывали. Первый раз в 1930 году — тогда храм превратили в резиновый склад, и вторично в 1962 году, когда в церковном помещении разместился спортзал.
В 1980-х годах в помещении храма был размещён зал органной и камерной музыки, который просуществовал до 1990 года, пока по решению областной и городской власти собор был снова передан церкви. Ещё некоторое время продолжалось противостояние между представителями управления культуры и верующими, пока орган не был демонтирован и перенесён в соседний капуцинский костёл, и пока тогдашний городской председатель Дмитрий Дворкис официально не передал Церкви документы на соборное здание.
В том же 1990 году стал кафедральным собором Винницкой епархии УПЦ МП.
В декабре 2018 года, сразу после Объединительного собора, приход собора принял решение о переходе в юрисдикцию новоучрежденной Православной церкви Украины.
Община Украинской православной церкви проводит регулярные богослужения у стен храма.

## Устройство здания

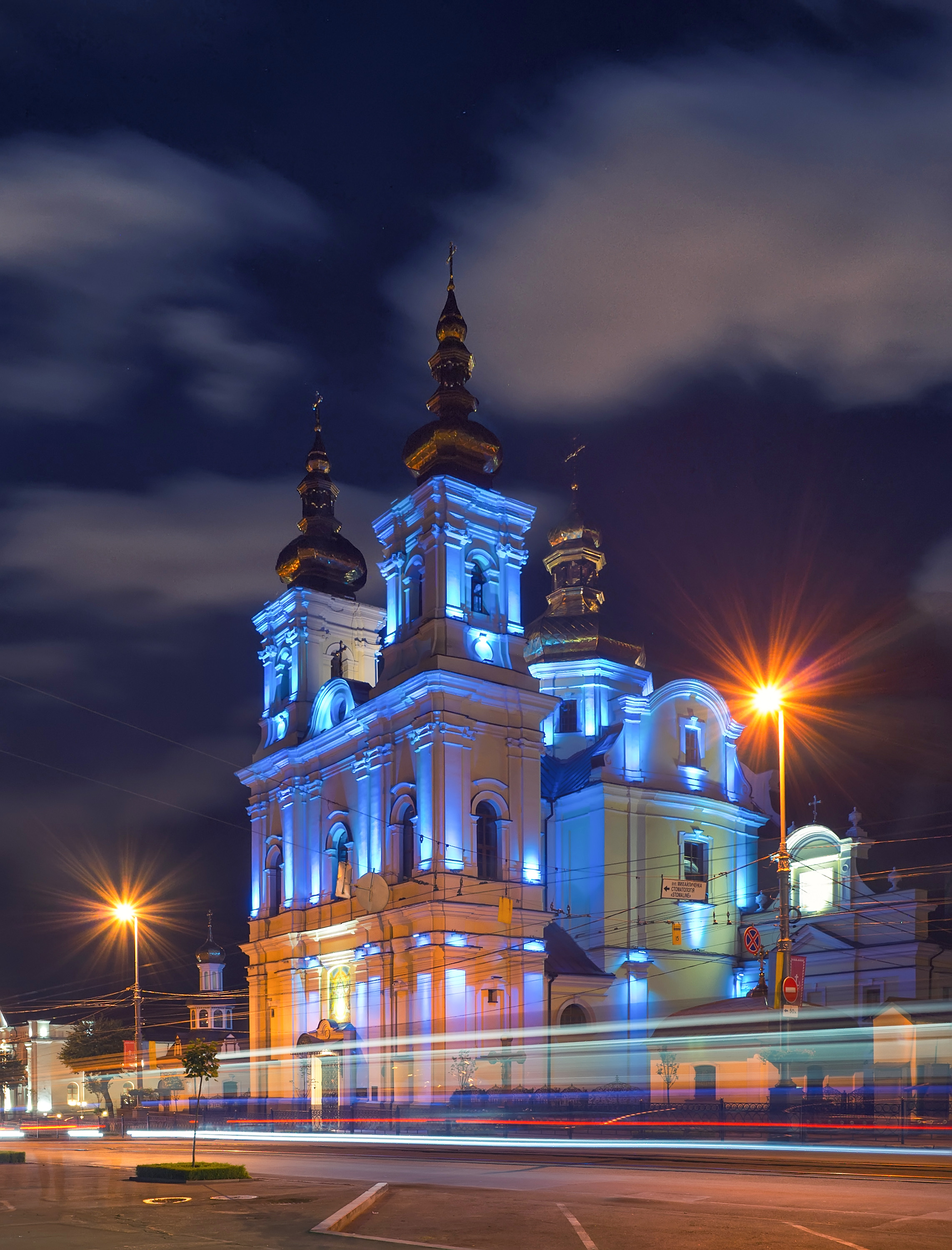
Общий вид собора

Костел кирпичный, прямоугольный в плане, трёхнефный, шестистолпный, с прямоугольными сакристиями. К нему примыкают кельи. Фасады в стиле барокко. В интерьере сохранились фрагменты настенной живописи XVIII века. Перекрыт полуциркульными сводами с распалубками. На хоры ведет деревянная винтовая лестница. Под зданием находится крипта, перекрытая полуциркульными сводами с распалубками.

### Внешняя часть
Собор обращён фасадом на улицу Соборную, старейшую транспортную артерию города, бывшую улицу Ленина, Почтовую, а ещё раньше — Летичевскую дорогу. Здание расположено выше корпуса келий монастыря доминиканцев.
Объемно-пространственное построение кляштора основано на строгой взаимосвязи функциональности и формы. Костёл в плане представляет собой прямой крест с очень короткой продольной «перекладиной» — трансептом. Своей вершиной — хором — крест как бы «вставлен» в проем огромной буквы «П», составленной корпусами келий, замыкая в каре небольшой внутренний дворик—атриум.
Пазухи — запады между наружными стенами хора, трансепта и корпуса келий заполняют баптистерий (крещальня) и сакристия (ризница), которые служат переходными звеньями между костёлом и корпусом монастыря.
Классический итальянский атриум включает традиционную аркаду лоджий — проемы арок были заложены и устроены обычные окна, освещающие сводчатый коридор, двери из которого вели в кельи. Наружные стены двухэтажного корпуса келий почти лишены декора и только симметричные фасады—торцы, примыкающие к углам трансепта, оформлены рустикой, нишами и характерными для раннего барокко высоко поднятыми фронтонами. Декор фронтонов очень близок по рисунку фронтону западной пристройки к монастырю иезуитов.
Значительно богаче украшен фасад костела. Его нижний ярус, расчлененный раскреповками, отдекорирован плотно теснящимися пилястрами тосканского ордера, которые сгруппированны соответственно расположению угловых башен. В этих местах стена между пилястрами круглится, придавая фасаду живость, усиливая игру светотени. Архитектурное убранство второго яруса, несмотря на то, что оно вторит оформлению нижнего этажа, отмечают уже некоторая сухость и эклектичность: упрощенные капители пилястр, форма окон и рисунок их наличников, неувязка по высоте и профилю карниза с карнизом старого здания костёла — все это результаты переделки XVIII века. Зодчие же предшествующего столетия «играют» архитектурными формами весело и задиристо. Торцам трансепта, как и торцам фасадной части, придана в плане та же мягкая, легкая выпуклость, которая усиливает композиционный акцент на главном фасаде здания.

### Внутренняя часть храма

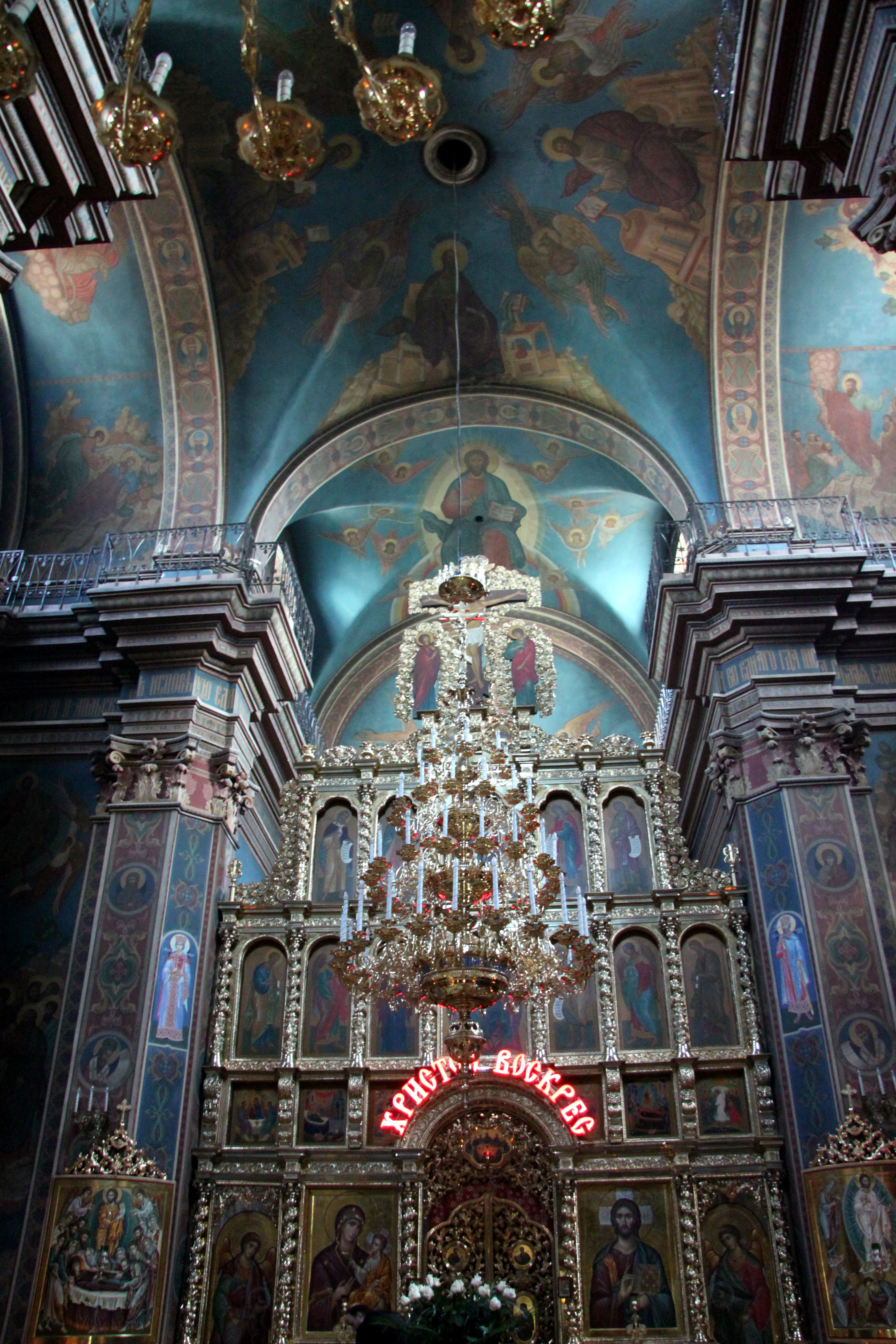
Интерьер

Интерьер храма раскрыт на всю его высоту. Интерьер украшают пышные коринфские капители пилястр и богатое нагромождение нарастающих линий антаблемента. В целом компоновка и оформление кляштора соответствовали двум целям: с одной стороны, великолепный, богато декорированный костёл, храм божий, с другой — скромные, аскетически строгие, лишенные какого бы то ни было украшения гладкие стены корпуса келий, с маленькими окнами, со скрытым от посторонних глаз внутренним двориком — простая обитель монахов доминиканцев.

### Кельи
Кельи были пристроены в 1765 году, располагаются по ул. Полины Осипенко. Сооружение келий кирпичное, П-образное в плане, двухэтажное. Вместе с костёлом образует внутренний дворик. Северные фасады келий завершены фронтонами в стиле барокко. Внутренняя планировка келий коридорная с односторонним расположением помещений. В кельях перекрытия плоские балочные, в коридорах — полуциркульные своды с распалубками.

### Башня и стены
Башня и стены были построены иезуитами ещё до начала строительства доминиканского костёла в 1617 году. Бо́льшая часть стен с башнями, которые окружали иезуитский и доминиканский монастыри, разрушена (см. Винницкие муры). Сохранилась лишь угловая юго-западная башня с южной и частью западной стен. Башня кирпичная, квадратная в плане, с закругленными углами, одноярусная, на высоком расширяющемся книзу цоколе, укреплена контрфорсами, перекрыта сводами. Стены сложены из кирпича, имеют многочисленные бойницы.